# Dobsonia inermis
Dobsonia inermis är en däggdjursart som beskrevs av K. Andersen 1909. Dobsonia inermis ingår i släktet Dobsonia och familjen flyghundar. IUCN kategoriserar arten globalt som livskraftig.
Inga underarter finns listade i Catalogue of Life. Wilson & Reeder (2005) skiljer mellan två underarter.
Denna flyghund lever endemisk på Salomonöarna. Arten vistas i låglandet och i bergstrakter upp till 1000 meter över havet. Habitatet utgörs av skogar och dessutom uppsöker Dobsonia inermis trädgårdar och stadsparker. Individerna vilar i grottor, i bergssprickor och i trädens kronor. De bildar där mindre kolonier.